# Мануель Ґерреро
Мануель Ґерреро (16 липня 1894, Вільяррика, Парагвай — 8 травня 1933, Асунсьйон, Парагвай) — парагвайський поет і музикант. 

## Життєпис
Ґерреро народився у Вільяріка-дель-Еспіріту-Санту, Парагвай. Його батьки, Вісенте Ортіса, Сусанна Ґерреро померли невдовзі після народження Мануеля. Тому хлопчика виховувала бабуся Флоренсія Ортіс.  
Ґерреро здобув свою першу освіту в школі у Вільярриці. Вирізнявся своїм інтересом до наукових праць. 
Мануель був сором'язливим і не дуже соціалізованим. У коледжі «Colegio Nacional de Villarrica» він розвивався як поет і написав свої перші вірші. Згодом однокласники почали називати його Ману, прізвиськом, яким він буде увічнений. 
У 1914 Ґерреро приїхав до столиці Парагваю, де навчався в національному університеті Асунсьйона, здобувши статус поета і лідера цілого покоління. 
Опублікував свої перші вірші в студентському журналі «Revista del Centro Estudiantil». Незабаром ним зацікавились місцеві газети, публікації в яких принесли йому популярність і аудиторію. Один із найкращих творів Ґерреро – «Loca», був опублікований у журналі «Letras». Мануель жив зі своїм другом, а також поетом Ґільєрмо Молінасом Ролоном. 
У 1920-х опублікував такі поеми як «Surgente», «Pepitas» y виданнях «Nubes del este», «Eireté», «La Conquista» та «El crimen de Tintalila». Також написав тексти мовою ґуарані для деяких пісень свого друга Жозе Асунсьйона Флореса. П'єси на зразок «Індія" та «Буенос-Айрес» були написані іспанською. 
Ґерреро був висланий Парагвая і поїхав до Бразилії. Помер у Буенос-Айресі (Аргентина) у 1933 від прокази. Похований в рідному місті. В Асунсьйоні є площа, що носить назву «Мануель Ортіз Ґерреро і Хосе Асунсьйон Флорес». До посмертних публікацій його творів належать Obras completas (1952) та Arenillas de mi tierra (1969). 

## Твори
Його твір «Loca» є модерністським і супроводжується іншими віршами, що мають досить романтичний стиль: «Raída poty», «Guarán-i», «La sortija», «Diana de gloria». 
Ґерреро писавяк іспанською, так і мовою ґуарані. Найсильнішими і найталановитішими і найважливішими серед його ліричних віршів, на думку Хосе Асунсьйона Флореса, є ті, що написані мовою ґуарані: «Panambí verá», «Nde rendape aju», «Kerasy», «Paraguaype».  
У своїй книзі «La poesía paraguaya - Historia de una incógnita», бразильський критик Вальтер Вей пише: 

«Ґерреро мав велику мужність, бувши інтелектуалом у країні без редакторів. Навіть у тому, що жив виключно з мистецтва, починаючи з написання віршів та гри на гітарі. Це єдине, до чого він мав хист. 
Він друкував свої вірші за допомогою власної друкарської машинки і продавав їх.  
Захворівши на проказу, наприкінці життя Ману приймав своїх останніх відвідувачів та друзів у найтемнішому куточку своєї кімнати, розміщуючи стільці для них на віддалі від ліжка, аби вони не бачили його. Відчайдушна боротьба за життя проступала в деяких його віршах і в брошурах під назвою «Cantimplora», що свідчать про болісний шлях поета-ґуарані». 